# Paniek rond Odilon
Paniek rond Odilon is het 96ste stripverhaal van Jommeke. De reeks wordt getekend door striptekenaar Jef Nys.

## Verhaal
Odilon krijgt via de post een hond toegestuurd. Hij geeft het dier de naam, Tobias. Paniek breekt uit bij gravin van Stiepelteen. Haar man Odilon werd ontvoerd door Kwak en Boemel tijdens een wandeling met zijn nieuwste knuffeldier Tobias. Deze laatsten eisen vijftig miljoen frank als losgeld. De gravin roept meteen de hulp van Jommeke in. Jommeke probeert met een list Odilon vrij te krijgen, maar dit mislukt. Gewapend als ridders trekt de hele bende ten strijde maar Filiberke valt ook in de handen van Kwak en Boemel. Nu wordt een losgeld van tachtig miljoen gevraagd.
Na wat zoekwerk wordt de ondergrondse schuilplaats van Kwak en Boemel gevonden. De twee boeven zijn intussen met hun gevangenen verhuisd naar de zolder van het kasteel. Door eten te stelen uit de koelkast van de gravin verraden ze zich uiteindelijk. De gravin schenkt hen vergiffenis en benoemt ze tot hoveniers van het kasteel.

## Achtergronden bij het verhaal
- Jaren laten zal Odilon van Piependale opnieuw het slachtoffer zijn van een ontvoering, namelijk in album 273, Odilon vermist.
- In dit album maakt Tobias de hond van Odilon zijn debuut. Hij komt vanaf dan in vele albums voor waarin de gravin en de baron een rol spelen.